# Papirus z Fajum
Papirus z Fajum – fragment mającego nowotestamentalny charakter papirusu odkrytego pierwotnie w Fajum.
Papirus został odkryty przez Gustava Bickella wśród wiedeńskiej kolekcji papirusów Rajnera Józefa Habsburga, po czym w 1885 roku został opublikowany. Pochodzi prawdopodobnie z II lub III w. Zachował się niewielki, uszkodzony fragment (ok. sto greckich liter), którego treścią jest zaparcie Piotra. Różni się on nieco od Ewangelii synoptycznych. Sprzeczne są opinie dotyczące jego pochodzenia – Urtext Ewangelii synoptycznych, fragment nieznanej Ewangelii, połączenie dla celów kaznodziejskich Mt 26, 30-34 i Mk 14, 26-30 bądź też fragment harmonii Ewangelii.